# أنيا مارسون
أنيا مارسون (بالبولندية: Ania Marson)‏ هي ممثلة بولندية، ولدت في 22 مايو 1949 بغدينيا في بولندا.

## أعمال

### أفلام
- (1971) نيكولاس وأليكساندرا
- (1980) توقيت سيء

## وصلات خارجية
- أنيا مارسون على موقع IMDb (الإنجليزية)
- أنيا مارسون على موقع قاعدة بيانات الفيلم (الإنجليزية)